# Witteveen (Midden-Drenthe)
Witteveen is een dorp in de gemeente Midden-Drenthe, in de Nederlandse provincie Drenthe. Witteveen is een ontginningsdorp, ontstaan in 1926 als werkverschaffingsproject op het Balingerveld. Het is daarmee het jongste dorp van Drenthe.
Het dorpsgebied bestaat uit landbouwgebied (heideontginningen) en een 165 hectare groot naaldbos waar het dorp aan de oostkant aan grenst. Ten noorden van het dorp loopt de N381, die hier echter geen afslag heeft.

## Dorpsvlag
Tijdens het 80-jarig bestaan van het dorp in 2006 werd de dorpsvlag in gebruik genomen. Op 21 juli 2006 werd tijdens een officiële ceremonie door gedeputeerde Henk Weggemans en ontwerper Michiel Prijs de vlag gehesen. Elk jaar op 26 januari viert het dorp zijn bestaan, waarbij de vlag uitgehangen wordt.

## Geschiedenis
De geschiedenis van Witteveen begint in 1924, als de NV Het Lantschap Drenthe 600 hectare woeste grond koopt in het gebied, die later uitgebreid worden tot 2000 hectare. De naam Witteveen is waarschijnlijk afkomstig van het witte eenarige wollegras dat hier groeide aan de rand van de vele vennen. Er werd een weg aangelegd van de Mantingerdijk naar Orvelte (Mr. J.B. Kanweg) en haaks daarop een weg naar Garminge (Mr. Harm Smeengeweg). Langs de eerste weg kwamen 32 huisjes, langs de tweede 18, naar ontwerp van de architect Wieringa uit Coevorden.
In 1926 nemen de eerste kolonisten er hun intrek. Zij waren de gelukkigen die door de strenge selectieprocedures waren gekomen. Het ging vooral om Nederlandse werklozen, die in het Ruhrgebied hadden gewerkt en na hun ontslag door de Nederlandse regering hierheen werden gerepatrieerd. Ook in de kolonie waren de regels streng: misdragingen konden verlies van huis en werk betekenen. De meeste voormalige arbeiders wisten er echter met hard werken een nieuw bestaan op te bouwen als boer. In de jaren dertig en veertig ontstaan allerlei verenigingen en wordt het langzamerhand een echt dorp.
In 1939 bouwt het KNMI hier een meetstation voor aardmagnetisme, dat tegelijk ook dient als weerstation en seismologisch station.

## Voorzieningen en sport
De voormalige Nederlands Hervormde kerk in het dorp is tegenwoordig een woonhuis. Nog zichtbaar in het dorp zijn de arbeidershuisjes.
Er zijn in het dorp diverse voorzieningen. Het Café-Restaurant-Zalencentrum "Onder de Hoge Dennen", was vroeger het ontspanningsgebouw voor de arbeiders en heeft nu de bestemming woonvoorziening voor ouderen met zorg, Thoes in’t Groen, verzorgd wonen in de natuur, daarbij zijn drie B&B kamers, B&B in’t Groen. Ook is er een hotel gevestigd. Hotel Het Witte Veen gelegen aan de Brokweg. Er is een mini-camping 'Camping Buitenwereld', waar unieke Indiase tenten te huur zijn. De openbare basisschool is later bestemd als een multifunctioneel centrum, met o.a. fitness, fysio, kapper en meerdere verenigingen in hetzelfde gebouw. Verder is er een natuurbegraafplaats, een plaatselijke voetbalvereniging (Witteveense Boys '87) en een bungalowpark van Landal aan de weg naar museumdorp Orvelte.

## Bekende bewoner
De op 29 september 2008 overleden oud-politicus Relus ter Beek ligt in Witteveen begraven. Relus ter Beek was als Commissaris van de Koning(in) van Drenthe verantwoordelijk voor dat de Ronde van Spanje (Vuelta) naar Drenthe werd gehaald. Bij de doorkomst van de Vuelta in Witteveen op 30 augustus 2009 werd er daarom ter ere van hem een bergsprint gehouden op de Cota de Witteveen.
Hoofdplaats: Beilen

Overige kernen: Alting · Balinge · Beilervaart · Bovensmilde · Brunsting · Bruntinge · De Polle · Drijber · Elp · Eursing · Eursinge · Garminge · Hijken · Hijkersmilde · Holthe · Hoogersmilde · Hooghalen · Klatering · Laaghalen · Laaghalerveen · Lieving · Lievingerveld · Makkum · Mantinge · Nieuw-Balinge · Norgervaart (deels) · Oosthalen · Oranje · Orvelte · Smalbroek · Rheeveld · Smilde · Spier · Terhorst · Westerbork · Wijster · Witteveen · Zuidveld · Zwiggelte

Drenthe: Steden en dorpen      Nederland: Provincies · Gemeenten